# Schizopera haitiana
Schizopera haitiana är en kräftdjursart som beskrevs av Andreas Kiefer 1934. Schizopera haitiana ingår i släktet Schizopera och familjen Diosaccidae. Inga underarter finns listade i Catalogue of Life.